# ヴィテルボ
ヴィテルボ（伊: Viterbo ( 音声ファイル)）は、イタリア共和国ラツィオ州北西部にある都市で、人口約66,000人の基礎自治体（コムーネ）。ヴィテルボ県の県都である。
ローマの北北西約70kmにある都市で、ローマ近郊鉄道でローマと結ばれている。
初のコンクラーベが行われたことで知られる。

## 地理

### 位置・広がり
ヴィテルボ県の中部、ボルセーナ湖とヴィーコ湖の間に位置する都市でテルニの西南西47km、ローマの北北西66km、ペルージャの南南西80km、グロッセートの東南東90kmに位置する。
コムーネの面積は406.29km2で、ヴィテルボ県の中部に市域が広がる。ヴィテルボの市街地は市域の南東部に位置する。

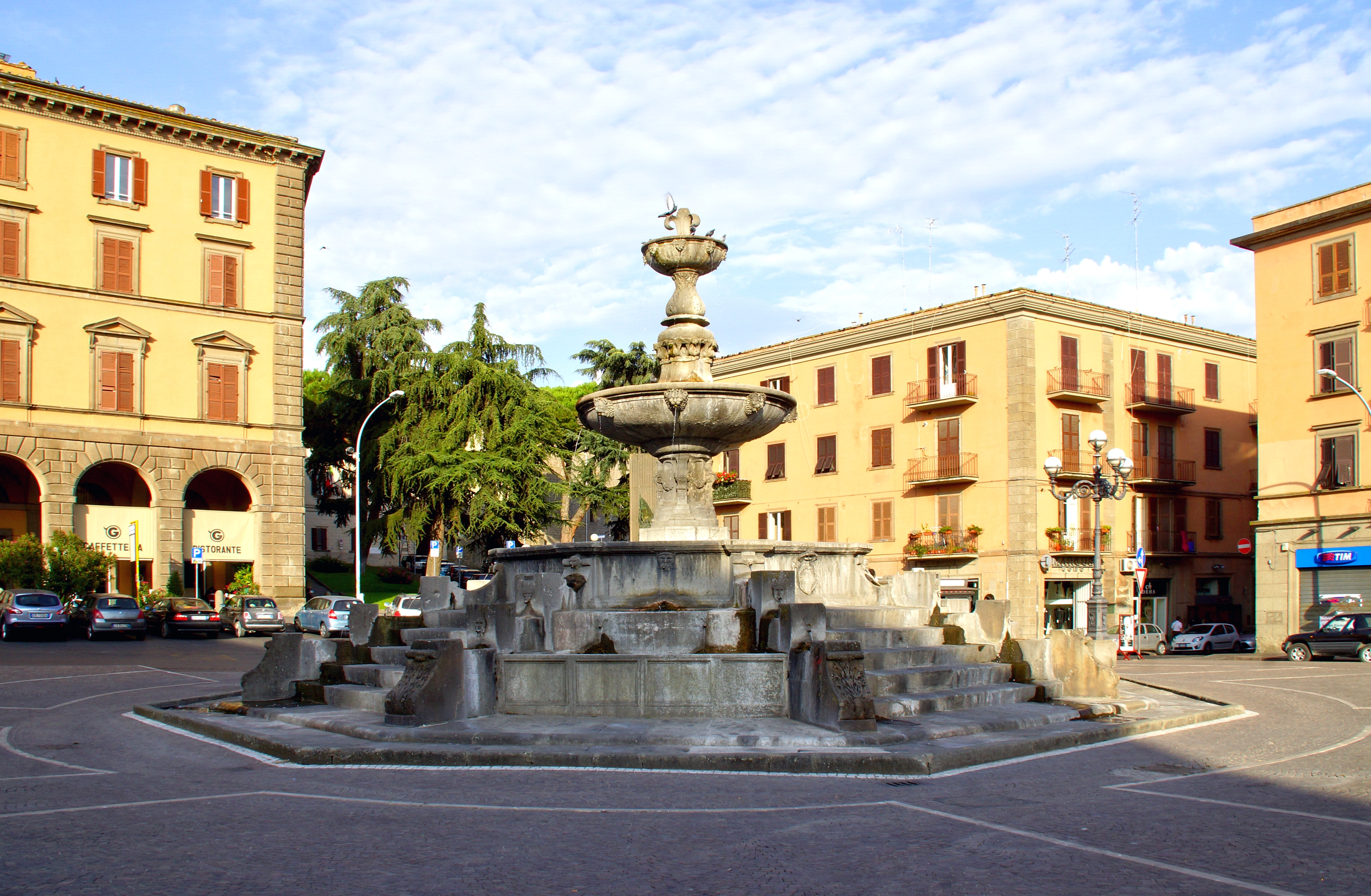
広場

#### 隣接コムーネ
隣接するコムーネは以下の通り。
| - バニョレージョ - ボマルツォ - カネピーナ - カプラローラ - チェッレーノ - チヴィテッラ・ダリアーノ - グラッフィニャーノ - マルタ | - モンテ・ロマーノ - モンテフィアスコーネ - ロンチリオーネ - ソリアーノ・ネル・チミーノ - トゥスカーニア - ヴェトラッラ - ヴィトルキアーノ |

### 気候分類・地震分類
ヴィテルボにおけるイタリアの気候分類 (it) および度日は、zona D, 1989 GGである。
また、イタリアの地震リスク階級 (it) では、zona 2B (sismicità media) に分類される。

## 行政

### 分離集落
ヴィテルボには以下の分離集落（フラツィオーネ）がある。
- Bagnaia, Castel d'Asso, Fastello, Grotte Santo Stefano, La Quercia, Montecalvello, Monterazzano, Roccalvecce, Sant'Angelo di Roccalvecce, San Martino al Cimino, Tobia, Vallebona, Ponte di Cetti

## 交通

### 鉄道
ローマ近郊鉄道
- ローマ近郊鉄道FL3線

FL3線でローマ・オスティエンセ駅からヴィテルボまでの直通運転が行われている。

### 空港
軍用飛行場としてヴィテルボ飛行場 (it:Aeroporto di Viterbo) がある。

## 姉妹都市
- ビンガムトン、アメリカ合衆国
- オールバニ、アメリカ合衆国
- en:Santa Rosa de Viterbo, São Paulo、ブラジル
- グッビオ、イタリア
- パルミ、イタリア
- ノーラ、イタリア
- サッサリ、イタリア
- カンポバッソ、イタリア
- スプリングフィールド、アメリカ合衆国

## 人物

### 著名な出身者
- オト - ローマ皇帝。フェレンティウム（現在のフェレント (it:Ferento) ）生まれ。
- レオナルド・ボヌッチ - サッカー選手。
- ジュゼッペ・オッタヴィアーニ -DJ兼レコードプロデューサー

### ゆかりの人物
- リュシアン・ボナパルト - ナポレオン・ボナパルトの弟。当地で死去。